# Wednesday
Wednesday is een Amerikaanse televisieserie gebaseerd op het personage Wednesday Addams uit de fictieve The Addams Family bedacht door Charles Addams. De serie is tot stand gekomen en gemaakt door Alfred Gough en Miles Millar. Naast Jenna Ortega in de hoofdrol van Wednesday, spelen ook Catherine Zeta-Jones, Luis Guzmán, Isaac Ordonez, Gwendoline Christie, Riki Lindhome, Jamie McShane, Fred Armisen, Christina Ricci en Emma Myers een rol in de serie. Een deel van de afleveringen is geregisseerd door Tim Burton, die ook fungeert als uitvoerend producent.
De serie draait om het titelpersonage, Wednesday Addams, dat op haar school een monstermoordmysterie probeert op te lossen. Het eerste seizoen ging op 23 november 2022 in première op streamingsdienst Netflix.

## Verhaal
Wednesday Addams wordt van school gestuurd nadat ze levende piranha's in het schoolzwembad heeft gedumpt om wraak te nemen op het jongenswaterpoloteam dat haar broertje Pugsley pestte en opsloot in haar kluisje.
Doordat dit de achtste keer in korte tijd is dat ze van een school wordt gestuurd, besluiten haar ouders, Gomez en Morticia Addams, haar in te schrijven op hun vroegere middelbare school Nevermore Academy (in het Nederlands vertaald als: Nimmermeer Academie). Nevermore Academy is een privéschool voor monsterlijke 'outcasts' in de stad Jericho, waar de leerlingen niet alleen lessen volgen, maar ook gedurende het schooljaar verblijven.
De koude, emotieloze persoonlijkheid van Wednesday en haar opstandige karakter maken het haar moeilijk om contact te maken met haar klasgenoten en zorgen er daarnaast voor dat ze regelmatig in conflict komt met de directrice van de school. Ze ontdekt echter dat ze de paranormale gaven van haar moeder heeft geërfd, waarmee ze op de meest onverwachte momenten visioenen kan krijgen.
Wednesday wordt op een van haar eerste dagen aangevallen door een andere leerling die beweert dat zij voor de ondergang van Nevermore Academy zorgt. Dit doet hij op basis van een dertig jaar oude tekening die haar komst voorspelde. Vlak voor deze leerling Wednesday probeert te vermoorden, wordt hij zelf vermoord door een monsterlijk beest. Bijna niemand van haar school gelooft haar, waarop Wednesday aan de hand van haar visioenen en met behulp van enkele klasgenoten zelf het plaatselijk monstermoordmysterie probeert op te lossen.

## Rolverdeling
Legenda
 = Hoofdrol
 = Terugkerende rol
 = Gastrol / Bijrol
 = Geen rol
| Acteur / actrice                                     | Personage                        | S1     | S2     |
| ---------------------------------------------------- | -------------------------------- | ------ | ------ |
| Jenna Ortega Karina Varadi (jong)                    | Wednesday Addams                 | 8 afl. | 4 afl. |
| Emma Myers                                           | Enic Sinclair                    | 8 afl. | 4 afl. |
| Joy Sunday                                           | Bianca Barclay                   | 8 afl. | 4 afl. |
| George Farmer                                        | Ajax Petropolus                  | 8 afl. | 4 afl. |
| Hunter Doohan                                        | Tyler Galpin                     | 8 afl. | 2 afl. |
| Moosa Mostafa                                        | Eugene Otinger                   | 6 afl. | 4 afl. |
| Oliver Watson                                        | Kent                             | 8 afl. | 2 afl. |
| Jamie McShane Ben Wilson (jong)                      | Sheriff Donovan Galpin           | 8 afl. | 3 afl. |
| Christina Ricci                                      | Marilyn Thornhill / Laurel Gates | 8 afl. | 2 afl. |
| Gwendoline Christie Oliver Wickham (jong)            | Larissa Weems                    | 8 afl. |        |
| Riki Lindhome                                        | Dr. Valerie Kinbott              | 8 afl. |        |
| Percy Hynes White                                    | Xavier Thorpe                    | 8 afl. |        |
| Naomi J. Ogawa                                       | Yoko Tanaka                      | 8 afl. |        |
| Victor Dorobantu                                     | Thing                            | 8 afl. | 4 afl. |
| Luyanda Unati Lewis-Nyawo                            | Ritchie Santiago                 | 4 afl. | 4 afl. |
| Isaac Ordonez                                        | Pugsley Addams                   | 2 afl. | 4 afl. |
| Luis Guzmán Lucius Hoyos (jong)                      | Gomez Addams                     | 2 afl. | 4 afl. |
| Catherine Zeta-Jones Gwen Jones (jong)               | Morticia Addams                  | 2 afl. | 4 afl. |
| George Burcea (seizoen 1) Joonas Suotamo (seizoen 2) | Lurch                            | 3 afl. | 4 afl. |
| Iman Marson                                          | Lucas Walker                     | 5 afl. |        |
| Calum Ross                                           | Rowan Laslow                     | 4 afl. |        |
| Tommie Earl Jenkins Ismail Kesu (jong)               | Mayor Noble Walker               | 3 afl. |        |
| William Houston                                      | Joseph Crackstone                | 2 afl. |        |
| Fred Armisen                                         | Uncle Fester                     | 1 afl. | 2 afl. |
| Nitin Ganatra                                        | Dr. Anwar                        | 1 afl. |        |
| Lewis Hayes                                          | Garrett Gates                    | 1 afl. |        |
| Amanda Drew                                          | Esther Sinclair                  | 1 afl. |        |
| Ryan Ellsworth                                       | Murray Sinclair                  | 1 afl. |        |
| Steve Buscemi                                        | Barry Dort                       |        | 4 afl. |
| Owen Painter                                         | "Slurp"                          |        | 4 afl. |
| Billie Piper                                         | Isadora Capri                    |        | 4 afl. |
| Noah B. Taylor                                       | Bruno Yuson                      |        | 4 afl. |
| Evie Templeton                                       | Agnes DeMille                    |        | 4 afl. |
| Heather Matarazzo                                    | Judi Spannegel                   |        | 3 afl. |
| Thandiwe Newton                                      | Dr. Rachael Fairburn             |        | 3 afl. |
| Christopher Lloyd                                    | Professor Orloff                 |        | 2 afl. |
| Haley Joel Osmet                                     | Chet LaTroy                      |        | 1 afl. |
| Anthony Michael Hall                                 | Ron Krueger                      |        | 1 afl. |
| Joanna Lumley                                        | Grandmama Hester Frump           |        | 1 afl. |
| Frances O'Connor                                     |                                  |        | 1 afl. |
| Lady Gaga                                            | Rosaline Rotwood                 |        |        |

## Achtergrond

### Ontwikkeling
In oktober 2020 werd de serie in eerste instantie bekendgemaakt als een "onbenoemd Addams Family"-project onder leiding van Tim Burton. Pas vier maanden later, op 17 februari 2021, maakte Netflix bekend dat de serie zou verschijnen onder de titel Wednesday en dat ze acht afleveringen zou bevatten.
In mei 2021 werd Jenna Ortega aangenomen om de rol van Wednesday Addams, het titelpersonage, te vertolken. In augustus 2021 werden Luis Guzmán en Catherine Zeta-Jones aangenomen om de ouders Gomez Addams en Morticia Addams te vertolken. Diezelfde maand werden nog meerdere acteurs bekendgemaakt die belangrijke rollen in de serie zouden gaan vertolken, waaronder Riki Lindhome, Hunter Doohan, Jamie McShane, Georgie Farmer, Percy Hynes White, Emma Myers en Joy Sunday. Myers had oorspronkelijk auditie gedaan voor de rol van Wednesday, ze vertolkte uiteindelijk de rol van haar beste vriendin Enid Sinclair.
In maart 2022 werd bekend dat Christina Ricci de rol van Marilyn Thornhill ging vertolken, Ricci vertolkte in 1991 en 1993 zelf de rol van Wednesday Addams in de films The Addams Family en Addams Family Values.

### Productie
De opnames van het eerste seizoen gingen in september 2021 van start in de Zevenburgse Alpen, in het stadje Bușteni in Roemenië en werden afgerond in maart 2022. Er werd verder onder meer gefilmd bij Cantacuzino Castle in Bușteni, dat dient als de fictieve school van Wednesday: Nevermore Academy. De buitenopnames van het kasteel Cantacuzino werden aangevuld met computer gegenereerde beelden.
Wegens een succesvol eerste seizoen werd de serie in januari 2023 verlengd met een tweede seizoen. De opnames van dit tweede seizoen gingen in mei 2024 van start in Ierland en werden in december 2024 afgerond.

## Release en ontvangst
Op 17 augustus 2022 werd de eerste teaser trailer uitgebracht, gevolgd door een volledige trailer op 9 oktober 2022. Het eerste seizoen van Wednesday ging op 23 november 2022 met zijn volledige acht afleveringen in première op streamingsdienst Netflix en werd door recensenten in het algemeen positief ontvangen. Op Rotten Tomatoes heeft de serie een score van 73% op basis van 105 beoordelingen. Metacritic komt op een score van 66/100, gebaseerd op 26 beoordelingen.
In de eerste week dat Wednesday was uitgebracht werd er voor ruim 341 miljoen uren naar de serie gekeken, hiermee zette zij het record neer voor de best bekeken Engelstalige-serie op Netflix.
Het tweede seizoen van Wednesday ging verspreid over twee datums in première; de eerste vier afleveringen gingen op 6 augustus 2025 in première, de overige vier afleveringen staan gepland op 3 september 2025 in première te gaan.

### Viraal
Daarnaast ging een scene waarin Wednesday tijdens het schoolbal vreemd danst op het nummer Goo Goo Muck van The Cramps viraal. Kijkers deden dit dansje veelvuldig na op TikTok; hierdoor steeg het bewuste nummer, vanaf de serie haar debuut tot 8 december 2022, met ruim 9500 procent aan luisteraars. Ook ging het dansje viraal met als muziek een versnelde weergave van het nummer Bloody Mary van Lady Gaga.